# Turris normandavidsoni
Turris normandavidsoni é uma espécie de gastrópode do gênero Turris, pertencente a família Turridae.